# Våbenkolbe
En våbenkolbe, geværkolbe eller bare kolbe er den brede træstub bagerst på et våben (fx et gevær).
Kolben bruges som stødtepunkt til armen, når der sigtes og til afbalancere geværet. Herudover fordeler kolben rekylet, så kroppen kan klare rekylet uden skade - og så rekylet ikke gør at projektilet afviger fra det, der blev sigtet efter.
Geværkolben blev introduceret i 1500-tallet med opfindelsen af arkebusen, eller hagebøssen, der som det første gevær havde påbygget kolbe.
| Våben | Spire Denne artikel om våben er en spire som bør udbygges. Du er velkommen til at hjælpe Wikipedia ved at udvide den. |